# V718 Persei
V718 Persei är en ensam stjärna belägen i den södra delen av stjärnbilden Perseus. Den har en skenbar magnitud av ca 15,8 och kräver en ett teleskop med kamera för att kunna observeras. Baserat på parallaxmätning inom Hipparcosuppdraget på ca 3,92 mas, beräknas den befinna sig på ett avstånd på ca 1 043 ljusår (320 parsek) från solen. Den rör sig bort från solen med en heliocentrisk radialhastighet på ca 15 km/s. Stjärnan ingår i den unga öppna stjärnhopen IC 348.

## Egenskaper
V718 Persei är en orange gul stjärna i huvudserien av spektralklass K3 V. Den har en massa som är ca 1,6 solmassa, en radie på ca 0,62  solradie och utsänder från dess fotosfär energi motsvarande 3,4 gånger solen vid en effektiv temperatur av ca 5 300 K.

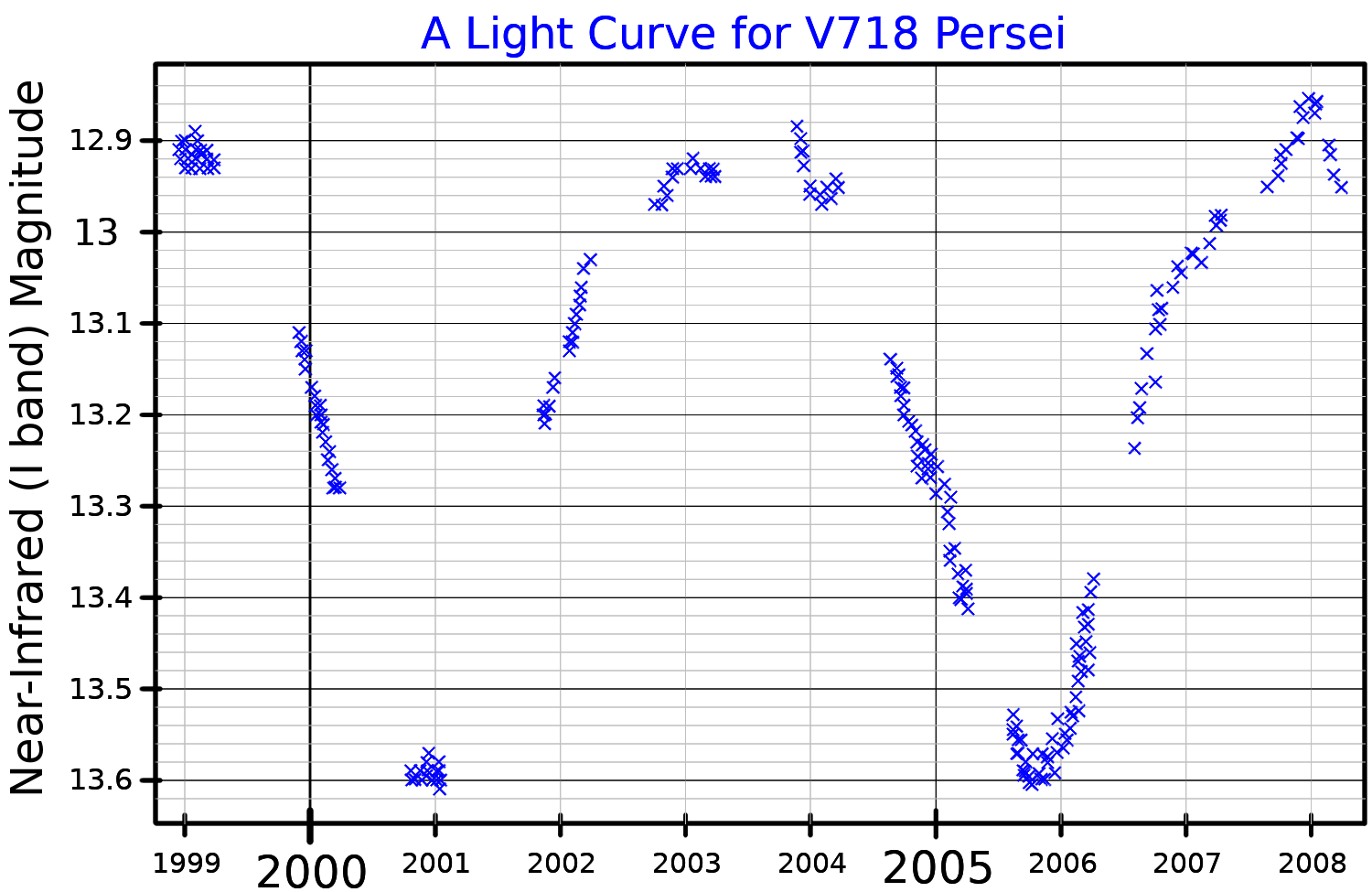
Ljuskurva av nära infraröd för V718 Persei anpassad från Grinin et al.)

V576 Persei visar antydningar ockultation av ett objekt av oklar natur, troligen en exoplanet.

## Planetsystem
Grinin et al. framhöll 2008 den möjliga närvaron av ett substellärt objekt för att förklara märkliga och periodiska förmörkelser som inträffar av den unga stjärnan med en period av 4,7 år. Närvaron av ett planetariskt objekt åberopas fortfarande (2010) i en då nyligen genomförd forskning. De drar slutsatsen att det har en maximal massa av sex gånger Jupiters massa och en omloppsseparation på 3,3 astronomiska enheter.
| Planet         | Massa | Halv storaxel (AE) | Siderisk omloppstid (d) | Excentricitet | Inklination | Radie |
| -------------- | ----- | ------------------ | ----------------------- | ------------- | ----------- | ----- |
| b (obekräftad) | ≤6 MJ | 3,3                | 1 715,5                 | 0             | -           | -     |